# District de Frauenfeld
Le district de Frauenfeld est un des cinq districts du canton de Thurgovie. Il compte 71 289 habitants pour une superficie de 279,59 km2. Le chef-lieu est Frauenfeld.

## Histoire
Le 1er janvier 2011, les communes de Basadingen-Schlattingen, Diessenhofen et Schlatt, précédemment rattachées au district de Diessenhofen et les communes de Berlingen, Eschenz, Herdern, Homburg, Hüttwilen, Mammern, Müllheim, Pfyn, Steckborn et Wagenhausen, précédemment rattachées au district de Steckborn, deux districts supprimés à cette date, rejoignent le district de Frauenfeld. En revanche, Aadorf est détachée du district à cette date pour rejoindre le district de Münchwilen.

## Communes
Le district compte 23 communes depuis le 1er janvier 2011 :
| Nom                     | N° OFS | Population (décembre 2022) |
| ----------------------- | ------ | -------------------------- |
| Basadingen-Schlattingen | 4536   | +001 846,                  |
| Berlingen               | 4801   | +000928,                   |
| Diessenhofen            | 4545   | +004 118,                  |
| Eschenz                 | 4806   | +001 882,                  |
| Felben-Wellhausen       | 4561   | +003 199,                  |
| Frauenfeld              | 4566   | +026 093,                  |
| Gachnang                | 4571   | +004 564,                  |
| Herdern                 | 4811   | +001 136,                  |
| Homburg                 | 4816   | +001 579,                  |
| Hüttlingen              | 4590   | +000852,                   |
| Hüttwilen               | 4821   | +001 775,                  |
| Mammern                 | 4826   | +000693,                   |
| Matzingen               | 4591   | +003 112,                  |
| Müllheim                | 4831   | +003 218,                  |
| Neunforn                | 4601   | +001 088,                  |
| Pfyn                    | 4841   | +002 208,                  |
| Schlatt                 | 4546   | +001 859,                  |
| Steckborn               | 4864   | +003 997,                  |
| Stettfurt               | 4606   | +001 237,                  |
| Thundorf                | 4611   | +001 598,                  |
| Uesslingen-Buch         | 4616   | +001 120,                  |
| Wagenhausen             | 4871   | +001 787,                  |
| Warth-Weiningen         | 4621   | +001 400,                  |
| Total                   | Total  | +071 289,                  |